# Pontogeneia padinae
Pontogeneia padinae är en svampart som beskrevs av Kohlm. 1975. Pontogeneia padinae ingår i släktet Pontogeneia, divisionen sporsäcksvampar och riket svampar.   Inga underarter finns listade i Catalogue of Life.